# Вішакгапатнам (округ)
Округ Вішакгапатнам (тел. విశాఖపట్నం జిల్లా; англ. Visakhapatnam district) — округ на північному сході індійського штату Андхра-Прадеш. Адміністративний центр — місто Вішакгапатнам. Площа округу — 11,161 км². 

## Клімат
| Клімат Округу Вішакгапатнам | Клімат Округу Вішакгапатнам | Клімат Округу Вішакгапатнам | Клімат Округу Вішакгапатнам | Клімат Округу Вішакгапатнам | Клімат Округу Вішакгапатнам | Клімат Округу Вішакгапатнам | Клімат Округу Вішакгапатнам | Клімат Округу Вішакгапатнам | Клімат Округу Вішакгапатнам | Клімат Округу Вішакгапатнам | Клімат Округу Вішакгапатнам | Клімат Округу Вішакгапатнам | Клімат Округу Вішакгапатнам |
| Показник                    | Січ.                        | Лют.                        | Бер.                        | Квіт.                       | Трав.                       | Черв.                       | Лип.                        | Серп.                       | Вер.                        | Жовт.                       | Лист.                       | Груд.                       | Рік                         |
| Середній максимум, °C       | 28,9                        | 31,3                        | 33,8                        | 35,3                        | 36,2                        | 35,3                        | 32,9                        | 32,7                        | 32,5                        | 31,7                        | 30,4                        | 28,9                        | 32,5                        |
| Середній мінімум, °C        | 18,0                        | 19,9                        | 23,0                        | 26,1                        | 27,7                        | 27,3                        | 26,1                        | 26,0                        | 25,6                        | 24,3                        | 21,6                        | 18,6                        | 23,7                        |
| Норма опадів, мм            | 11.4                        | 7.7                         | 7.5                         | 27.6                        | 57.8                        | 105.6                       | 134.6                       | 141.2                       | 174.8                       | 204.3                       | 65.3                        | 7.9                         | 945.7                       |
| --------------------------- | --------------------------- | --------------------------- | --------------------------- | --------------------------- | --------------------------- | --------------------------- | --------------------------- | --------------------------- | --------------------------- | --------------------------- | --------------------------- | --------------------------- | --------------------------- |

## Історія
Округ Вішакгапатнам утворений 1979 року.

## Населення
За даними індійського переписом 2011 року населення округу становило 4 288 113 особи. З них — 2 140 872 чоловіків та 2 147 241 жінок. Співвідношення чоловіків та жінок — 1003 жінок на кожні 1000 чоловіків.
Рівень грамотності дорослого населення становив 67,70%, що вище средньоіндійського рівня (59,5%). Частка міського населення становила 47,51%.
Населення за роками